# إليهو إمبري
إليهو إمبري (بالإنجليزية: Elihu Embree)‏ هو ناشر أمريكي، ولد في 11 نوفمبر 1782 في مقاطعة واشنطن في الولايات المتحدة، وتوفي في 4 ديسمبر 1820.

## وصلات خارجية
- إليهو إمبري على موقع إن إن دي بي (الإنجليزية)